# عمران بن حصين
عمران بن حصين صحابي أسلم هو وأبوه وأبو هريرة في وقت واحد سنة 7 هـ، في عام خيبر.

## نسبه
ينتمي الصحابي عمران بن حصين إلى قبيلة خزاعة فهو عمران بن حصين بن عبيد بن خلف بن عبد نهم بن سالم بن غاضرة بن سلول بن حبشية بن سلول بن كعب بن عمرو بن ربيعة وهو لحي بن حارثة بن عمرو بن عامر يكنى أبا نجيد.

## فضله ومكانته
رُوي؛ عن مطرف بن عبد الله بن الشخير قال : قال لي عمران بن حصين : «إن الذي كان انقطع عني قد رجع - يعني تسليم الملائكة -».
و عمران بن حصين رضي الله عنه صورة رضية من صور الصدق، والزهد، والورع، والتفاني في حب الله وطاعته، وإن معه من توفيق الله ونعمة الهدى لشيئاً كثيراً، ومع ذلك فهو لا يفتأ يبكي،ويبكي، ويقول:[يا ليتني كنت رماداً، تذروه الرياح]
ذلك أن هؤلاء الرجال لم يكونوا يخافون الله بسبب ما يدركون من ذنب، فقلما كانت لهم بعد إسلامهم ذنوب....
إنما كانوا يخافونه ويخشونه بقدر إدراكهم لعظمته وجلاله، وبقدر إدراكهم لحقيقة عجزهم عن شكره وعبادته، مهما يضرعوا، ويركعوا، ومهما يسجدوا ويعبدوا....
و لقد سأل أصحاب الرسول يوماً رسول الله صلى الله عليه وسلم فقالوا:
[يا رسول الله، مالنا إذا كنا عندك رقت قلوبنا، وزهدنا دنيانا، وكأننا نرى الآخرة رأي العين...حتى إذا خرجنا من عندك، ولقينا أهلنا، وأولادنا، ودنيانا، أنكرنا أنفسنا؟...]
فأجابهم عليه السلام:[و الذي نفسي بيده، لو تدومون على حالكم عندي، لصافحتكم الملائكة عياناً، ولكن ساعةٌ...وساعة...]
و سمع عمران بن حصين هذا الحديث، فاشتعلت اشواقه...و كأنما آلى على نفسه ألا يقعد دون تلك الغاية الجليلة ولو كلفته حياته ساعةً...وساعة..فأراد أن تكون كلها ساعة واحدة موصولة النجوى والتبتل لرب العالمين...!!
و في خلافة أمير المؤمنين«عمر بن الخطاب»أرسله الخليفة إى البصرة ليفقّه أهلها ويعلمهم...و في البصرة حطّ رحاله، وأقبل عليه أهلها مذ عرفوه يتبركون به، ويستضيئون بتقواه....
قال الحسن البصري وابن سيرين:
[ما قدم البصرة من أصحاب رسول الله صلى الله عليه وسلم أحدٌ يَفضل عمران بن حصين...]
كان عمران يرفض أن يشغله عن الله وعبادته شاغل، واستغرق في العبادة، واستوعبته العبادة حتى صار كأنه لا ينتمي إلى عالم الدنيا التي يعيش فوق أرضها وبين ناسها..
أجل...صار كأنه ملك يحيا بين الملائكة، يحادثهم ويحادثونه...و يصافحهم ويصافحونه...
و لما وقع النزاع الكبير بين المسلمين...بين فريق«علي» و فريق «معاوية» لم يقف «عمران بن حصين» موقف الحيدة فحسب، بل راح يرفع صوته بين الناس داعياً إياهم أن يكفوا عن الاشتراك في تلك الحرب، حاضناً قضية السلام خير محتضن..و راح يقول للناس:
[لأن أرعى أعنزاً حضنيات في رأس جبل حتى يدركني الموت، أحب إلي من أن أرمي في أحد الفريقين بسهم،أخطأ، أم أصاب]
و كان يوصي من يلقاه من المسلمين قائلاً:
[الزم مسجدك...
"فإن دُخل عليك، فالزم بيتك...
فإن دَخَل عليك بيتك من يريد نفسك ومالك فقاتله]
وحقق إيمان «عمران بن حصين» أعظم نجاح، حين أصابه مرض موجع لبث معه ثلاثين عاما، ما ضَجر منه ولا قال:أف...
بل إنه كان مثابراً على عبادته قائماً، وقاعداً، وراقداً...
و كان إذا هوّن عليه إخوانه وعواده أمر علته بكلمات مشجعة، ابتسم لهم وقال: «إن أحب الأشياء إلى نفسي، أحبها إلى الله».

وكانت وصيته لأهله وإخوانه حين أدركه الموت:
| عمران بن حصين | إذا رجعتم من دفني، فانحروا و أطعموا | عمران بن حصين |

أجل..لينحروا...وليطعموا...فموت مؤمن مثل «عمران بن حصين» ليس موتاً... إنما هو حفل زفاف عظيم، ومجيد تُزَّف فيه روحٌ عالية راضية إلى جنة عرضها السماوات والأرض أعدت للمتقين.